# Psammocora digitata
Psammocora digitata là một loài san hô trong họ Siderastreidae. Loài này được Milne Edwards & Haime mô tả khoa học năm 1851.

## Hình ảnh

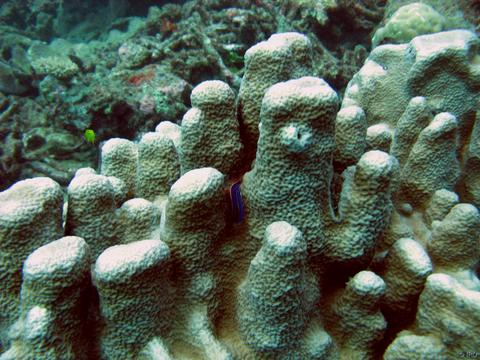
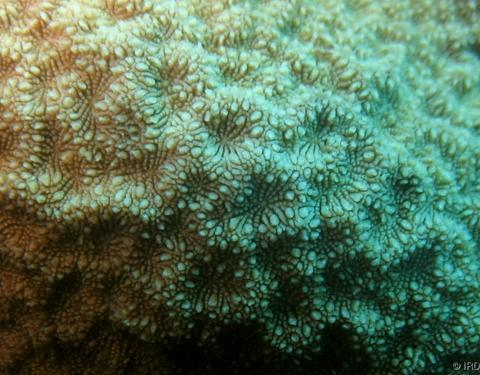